# La Petite Tonkinoise

Cartel de Joséphine Baker.

«La Petite Tonkinoise» es una canción francesa de 1906, con letra de Georges Villard y Henri Christiné, y música de Vincent Scotto. Fue popularizada por Joséphine Baker en los años 1930. 
- Datos: Q3211568